# Sanctuaire Nostra Signora di Montallegro
Le Sanctuaire Nostra Signora di Montallegro  (en italien:  Santuario di Nostra Signora di Montallegro) est l'un des principaux sanctuaires marials de la province de Gênes, situé sur un col à environ 612 m, à l'entrée de Rapallo.
Il commémore une apparition de la Vierge, en 1557.

## Historique

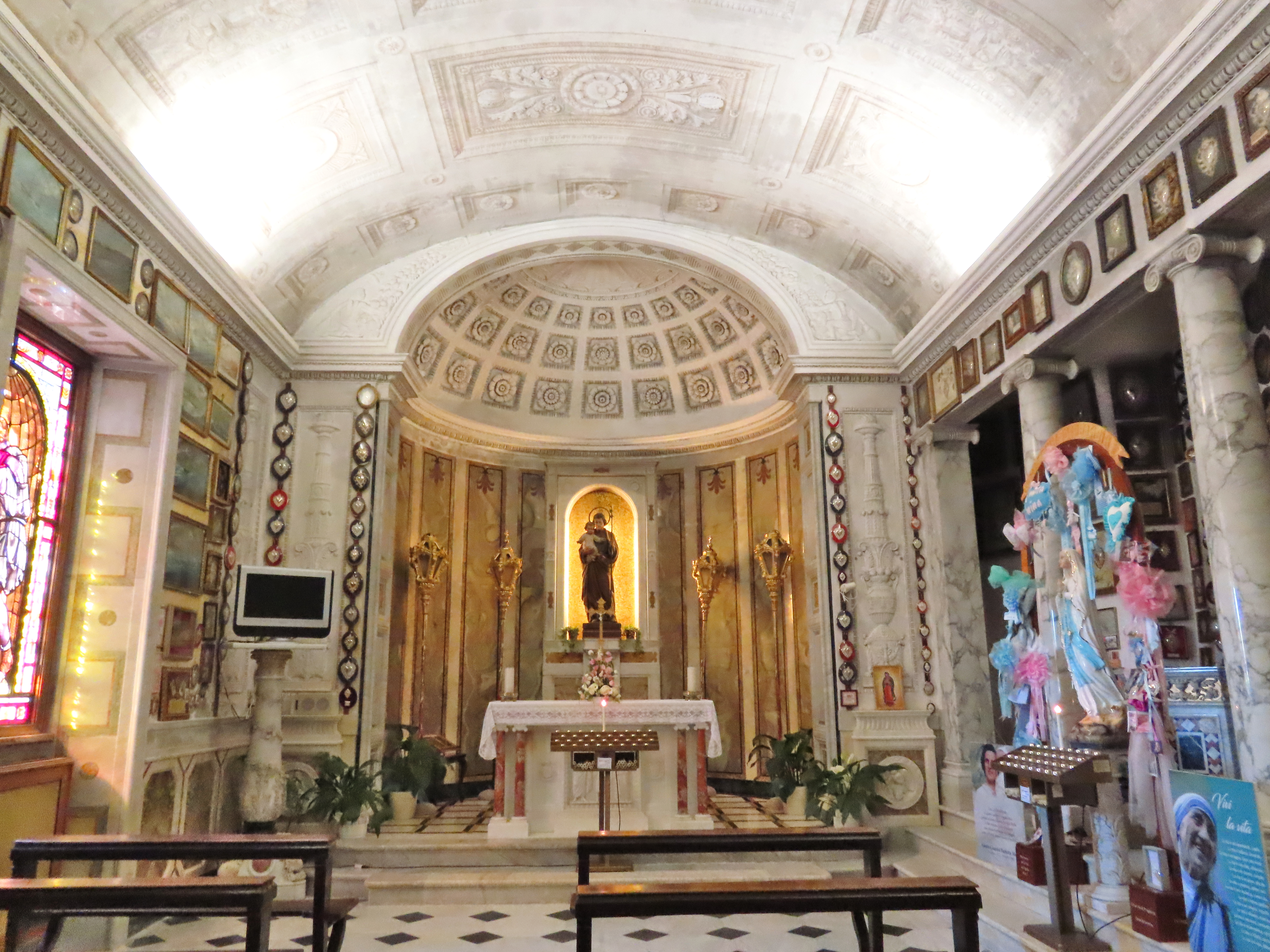
Chapelle du Sanctuaire Nostra Signora di Montallegro.

Il fut construit, ainsi que l'annexe pour l'accueil des pèlerins, vers 1558, grâce aux donations des habitants, un an après l'apparition de la Vierge au paysan Giovanni Chichizola.
L'œuvre d'édification et de sa direction fut confiée au maître Tommasino Lagomaggiore, un projet initial à une seule nef, avec une façade en marbre beaucoup plus diversifiée que l'actuelle.
La façade de marbre terminée est due à l'architecte rapallèse Luigi Rovelli, et a été inaugurée solennellement le 21 juin 1896.
La Madonna de Montallegro est la sainte patronne de la ville de Rapallo  depuis 1739, à la place de San Biagio, saint patron depuis 1611, et de la paroisse de Santa Margherita Ligure jusqu'en 1798 pour cette dernière. Elle est également copatronne, avec la  Madonna dell'Orto, du diocèse de Chiavari.

## Œuvres présentes
- Apparition de la Vierge, fresque de l'abside de Nicolò Barabino